# Paweł Zielenin
Paweł Wasiljewicz Zielenin (ros. Павел Васильевич Зеленин; ur. 1902, zm. 1965) – funkcjonariusz NKWD, w okresie II wojny światowej funkcjonariusz radzieckiego kontrwywiadu wojskowego Smiersz, generał porucznik (od 26 maja 1943 roku).

## Życiorys
Urodził się w rodzinie kowala. Od 1918 roku w Armii Czerwonej, a od 1920 roku w organach Czeka na kolei Ukrainy. Od 1929 roku członek WKP(b). W 1941 roku szef Pierwszego Zarządu NKGB Białoruskiej Socjalistycznej Republiki Radzieckiej, szef wydziału kontrwywiadu NKWD Białoruskiej Socjalistycznej Republiki Radzieckiej i szef Specjalnego Oddziału NKWD 30 Armii.
W latach 1941–1943 szef Oddziałów Specjalnych NKWD Frontu Południowego, Frontu Północno-Kaukaskiego, Grupy Czarnomorskiej i Frontu Południowo-Zachodniego.
W latach 1943–1944 szef kontrwywiadu Smiersz Frontu Zachodniego, a w latach 1944–1945 szef kontrwywiadu Smiersz 3 Frontu Białoruskiego. W 1945 roku uczestniczył w obławie augustowskiej na terenie Polski.
W latach 1945–1947 szef kontrwywiadu Grupy Wojsk Radzieckich w Niemczech.
W latach 1947–1948 w dyspozycji Biura Kadr Ministerstwa Bezpieczeństwa Państwowego ZSRR (MGB). W grudniu 1948 roku zwolniony z MGB do rezerwy ze względów zdrowotnych. W październiku 1951 roku aresztowany pod zarzutem „działalności wywrotowej w organach MGB”. 23 sierpnia 1952 roku skazany na podstawie art. 58-1 „b” Kodeksu karnego RFSRR na przymusowe leczenie „w izolacji”. W 1954 zwolniony na mocy amnestii i pozbawiony rangi generała postanowieniem № 2395-1145ss Rady Ministrów ZSRR z 3 grudnia 1954 roku za „kompromitujące czyny niegodne wysokiej rangi generała podczas pracy w organach bezpieczeństwa państwowego”.

## Odznaczenia
Odznaczony dwoma Orderami Lenina (1 kwietnia 1943 i 21 lutego 1945), trzema Orderami Czerwonego Sztandaru (28 września 1943, 4 lipca 1944 i 3 listopada 1944), Orderem Suworowa II Klasy (19 kwietnia 1945), Orderem „Znak Honoru” i odznaką honorowego funkcjonariusza Czeki (8 maja 1938).